# Idiocromatismo
Un minerale è detto idiocromatico quando presenta sempre il medesimo colore, al contrario dei composti allocromatici.
Questo avviene quando la colorazione dipende direttamente dalla struttura della molecola e non da eventuali impurezze coloranti presenti e finemente disperse nella massa, né da difetti strutturali del reticolo cristallino né, infine, da ioni estranei presenti nel reticolo cristallino.